# Цаллагов, Асланбек Казбекович
Асланбе́к Казбе́кович Цалла́гов (11 августа 1995) — российский футболист, полузащитник.

## Клубная карьера
Асланбек Цаллагов — воспитанник владикавказской СДЮШОР «Юность». На взрослом уровне начал выступать за вторую команду костромского «Динамо» в Любительской футбольной лиге сезона 2011/12. В 2012—2013 годах продолжал играть в зоне «Золотое кольцо» ЛФЛ (за «Динамо» (Кострома) и «Кооператор»).
В 2014 году полузащитник перешёл в литовский клуб «Банга» вместе с Заурбеком Каркусовым. Дебютировал в новом клубе 25 марта 2014 года в матче чемпионата Литвы против «Экранаса».
4 мая футболист забил первый в карьере гол в литовском чемпионате, поразив ворота Пауляса Грибаускаса из «Тракая».
3 июля 2014 года Цаллагов впервые сыграл в матче еврокубка. В концовке встречи первого квалификационного раунда Лиги Европы против ирландского клуба «Слайго Роверс» он сменил на поле Эйвинаса Загурскаса.

## Достижения
- Финалист кубка Литвы (1): 2013/14